# عطر و گلاب بپاشید (مجموعه تلویزیونی)
عطر و گلاب بپاشید یک مجموعهٔ تلویزیونی محصول سال ۱۳۶۷ به کارگردانی، نویسندگی ایرج طهماسب می‌باشد که در دههٔ فجر ۱۳۶۷ از برنامهٔ کودک و نوجوان شبکهٔ یک پخش شد.

## بازیگران و عروسک‌گردانان و صداپیشگان
- مریم سعادت
- آزاده پورمختار
- ایرج طهماسب
- حسن پورشیرازی
- حسین محب‌اهری
- خسرو احمدی
- دنیا فنی‌زاده
- رحیم دوستی
- شادی پورمهدی
- شیرین غضنفر
- عباس ظفری
- علی عمرانی
- عیسی یوسفی‌پور (بازیگر)
- فاطمه معتمدآریا
- فریبا جدی‌کار
- لادن طباطبایی (بازیگر)
- مجید رزاز (بازیگر)
- محمد کدخدایی
- مرضیه محبوب
- مینا قلمبر

## ترانه
- خواننده: مجید رزاز
- شاعر: شکوه قاسم نیا
- آهنگساز: محمد منتظم صدیقی

### متن ترانه
| هاجستیم واجستیم از غم و غصه جستیم   |  | شیشه عمر دیو رو با هم زدیم شکستیم   |
| بگید با هم یا تک تک مبارکه مبارک،   |  | مبارکه مبارک به من بدین یک پفک      |
| سینی قند و حب کو اون شربت گلاب کو   |  | به من میگن شکمو                     |
| سیاهی دور و دور شد چشم حسودا کور شد |  | عطر و گلاب بپاشید رو سبزه آب بپاشید |
| زمسونم بهاره بهار موقع کاره         |  | بگین با هم دوباره زمستونم بهاره     |
| به این میگن فرفره هر جا بگین حاضره  |  | این یکی هست مخترع کار می کنه یک سره |